# Lindes domsaga
Lindes domsaga var en domsaga i Örebro län. Den bildades 1855 genom delningen av Norra Närkes domsaga. 1951 uppgick den i den då bildade Lindes och Nora domsaga. 
Domsagan lydde under Svea hovrätt. 

## Härader
- Lindes och Ramsbergs bergslag
- Nya Kopparbergs bergslag
- Fellingsbro härad

## Tingslag
- Lindes domsagas tingslag från 1899
- Lindes och Ramsbergs bergslags tingslag till 1899
- Fellingsbro tingslag till 1899
- Nya Kopparbergs bergslags tingslag till 1899

## Häradshövdingar
- 1855–1875 Jonas Dionysius Holm
- 1875–1890 Thure Josef Wallin
- 1890–1894 Anders Gustaf Stendahl
- 1894–1918 August Wilhelm Hygrell
- 1918–1940 Karl Gustaf Andersson
- 1940–1950 Olof Ekecrantz